# Parmotrema verrucisetosum
Parmotrema verrucisetosum är en lavart som beskrevs av Sipman. Parmotrema verrucisetosum ingår i släktet Parmotrema och familjen Parmeliaceae.   Inga underarter finns listade i Catalogue of Life.